# Пам'ятний знак, присвячений депортації українців села Устянова (Маринове)
Знак в пам'ять примусово переселених у 1951 році українців з території теперішньої Польщі с. Устянове Нижньо-Устрицького району встановлено в Мариновому Березівського району 2010 року.

## Історичні відомості
У 1951 між урядами СРСР і Польщі було підписано угоду про взаємний обмін територій прикордонних районів: Нижньо-Устрицький район Дрогобицької області перейшов до Польщі, а натомість до Львівської області було приєднано частину тодішнього Люблінського воєводства.
Обмін супроводжувався примусовим переселенням місцевих мешканців, зокрема у 20 селах Одеської області було розселено 10283 бойків.

## Опис

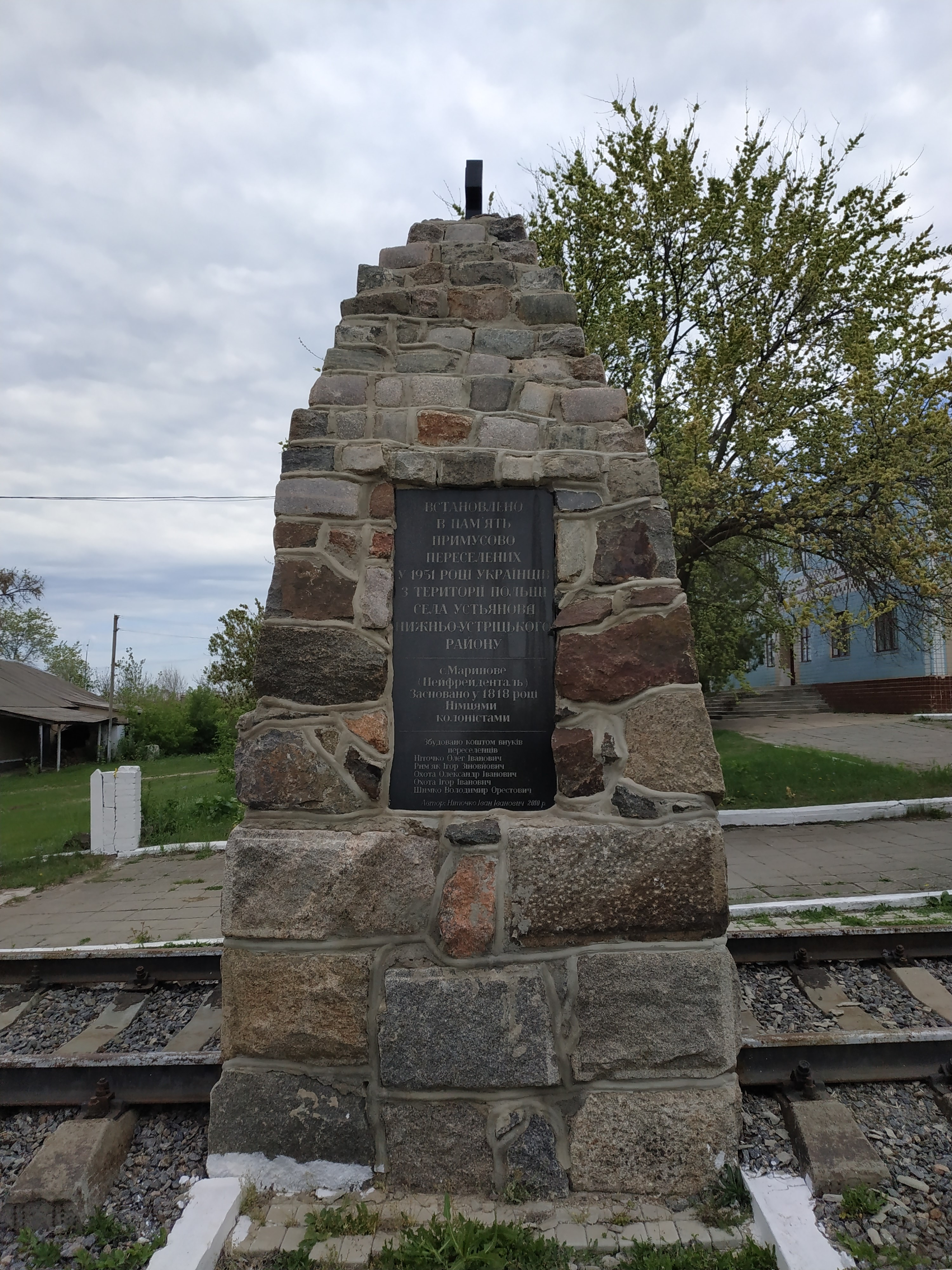
Південна сторона знаку

Пам'ятний знак розташовано над символічним залізничним полотном, яке спрямоване суворо з заходу на схід.
Із західного боку полотна встановлено залізничний бар'єр, що символізує заборону від компартійного керівництва виїзду на Захід для примусово переселених.
На сході змонтовано металеву конструкцію, яка символізує генеалогічне дерево. Навколо конструкції споруджено кладку, що символізує продовження життя на новому місці та спільне будівництво разом з місцевими жителями. Вище посаджено три горіхи і три білі акації, що символізують сім'ю — дід, батько і син; бабуся, мати і донька.
Основна споруда пам'ятного знаку заввишки 4 метри, що встановлена у центрі композиції, вінчається гранітним хрестом: це 159 гранітних брил, які символізують 159 прізвищ голів переселених родин. Брили розташовано від найбільших до найменших, починаючи з фундаменту.
З південного і північного боку основного блоку вмуровано гранітні плити розміром 1,2 х 0,6 метрів. На плиті з південного боку викарбувано:
|  | Встановлено в пам’ять примусово переселених у 1951 році українців з території Польщі с. Устянове Нижньо-Устрицького району |

З північного боку викарбувано 159 прізвищ:
- Баран Анастасія Василівна
- Бучок Юлія Войтківна
- Баршівський Михайло Іванович
- Бучок Григорій Іванович
- Баршівський Іван Лукович
- Белей Ілько Васильович
- Баршівська Катерина Йосифівна
- Баршівська Ганна Іванівна
- Белей Ганна Василівна
- Белей Микола Андрійович
- Баршівський Іван Андрійович
- Баршівський Іван Васильович
- Белей Іван Васильович
- Бучок Марія Яценіївна
- Возний Михайло Лукович
- Возний Федір Степанович
- Войтович Микола Васильович
- Возний Андрій Степанович
- Войтович Василь Степанович
- Возний Михайло Михайлович
- Гошкович Єва Михайлівна
- Грай Василь Іванович
- Дубна Ганна Григорівна
- Дзядуш Іван Іванович
- Деркач Микола Іванович
- Дубна Дмитро Федорович
- Дубна Ілько Дмитрович
- Допілко Іван Михайлович
- Допілко Павлина Данилівна
- Данильчак Стефан Васильович
- Допілко Марія Дмитрівна
- Допілко Василь Михайлович
- Деркач Андрій Ількович
- Дудяк Іван Лукович
- Дубна Йосиф Михайлович
- Допілко Петро Михайлович
- Добжанська Розалія Михайлівна
- Допілко Микола Михайлович
- Дубна Юрій Іванович
- Дубна Михайло Іванович
- Зінкевич Василь Андрійович
- Зінкевич Анна Петрівна
- Зінкевич Розалія Іванівна
- Загородничок Михайло Михайлович
- Загородничок Анастасія Іванівна
- Зінкевич Григорій Іванович
- Загородничок Степан Карлович
- Іванів Марія Михайлівна
- Іванів Степан Іванович
- Кравець Дмитро Михайлович
- Кавчак Іван Миколайович
- Каган Анна Лешківна
- Крупа Яким Михайлович
- Кравчишин Микола Дмитрович
- Кореновський Василь Іванович
- Кравчик Марія Іванівна
- Курник Федір Лукович
- Карич Михайло Антонович
- Красневич Катерина Михайлівна
- Кавчак Петро Степанович
- Королевич Євгенія Степанівна
- Когут Розалія Василівна
- Кравчик Анна Михайлівна
- Кравчик Іван Михайлович
- Каблаш Микола Григорович
- Каган Дмитро Михайлович
- Курник Іван Васильович
- Курник Микола Васильович
- Курник Микола Іванович
- Кравчишина Розалія Антонівна
- Карич Анастасія Ільківна
- Кавчак Марія Федорівна
- Красневич Марія Іванівна
- Кравчик Іван Васильович
- Кавчак Розалія Михайлівна
- Кравчишин Іван Дмитрович
- Каган Петро Миколайович
- Карич Михайло Ількович
- Карич Катерина Василівна
- Кравець Ганна Іванівна
- Курник Степан Васильович
- Красневич Володимир Михайлович
- Кріль Василь Петрович
- Кореновський Іван Васильович
- Каган Іван Карлович
- Кавчак Михайло Федорович
- Лазар Катерина Йосипівна
- Лукоцька Катерина Іванівна
- Лазурчак Марія Йосипівна
- Лешега Анастасія Петрівна
- Лукоцький Стефан Лукович
- Лісовський Дмитро Юркович
- Ляхвацька Анна Дмитрівна
- Лазурчак Ганна Ільківна
- Ляхвацька Марія Григорівна
- Ляхвацький Михайло Іванович
- Лазурчак Єва Михайлівна
- Лазар Катерина Йосифівна
- Маков’як Василь Іванович
- Марусяк Йосип Васильович
- Малета Анастасія Семенівна
- Масний Василь Іванович
- Мощок Анастасія Григорівна
- Ніточко Катерина Іванівна
- Ніточко Ганна Іванівна
- Нись Анна Андріївна
- Ніточко Михайло Федорович
- Оскоріб Ганна Ільківна
- Орловський Войтко Степанович
- Оскоріб Стефан Васильович
- Оскоріб Іван Васильович
- Охота Розалія Василівна
- Охота Пазя Степанівна
- Охота Василь Іванович
- Охота Михайло Васильович
- Охота Федір Іванович
- Пахольчишин Дмитро Андрійович
- Подобана Катерина Ільківна
- Павлишин Йосиф Миколайович
- Пахольчишин Йосиф Андрійович
- Потоцький Михайло Андрійович
- Подоляк Дмитро Дмитрович
- Ридош Михайло Васильович
- Ривак Марія Іванівна
- Ридош Катерина Василівна
- Ридош Андрій Васильович
- Рим’як Іван Павлович
- Рим’як Розалія Андріївна
- Сабрам Іван Данилович
- Свенкевич Станіслав Мар’янович
- Сушун Федір Данилович
- Сабрам Федір Данилович
- Соколовська Марія Іванівна
- Стадник Михайло Михайлович
- Семко Василь Миколайович
- Стащищак Антон Іванович
- Соколовський Іван Іванович
- Стадник Іван Михайлович
- Фір Юстим Ількович
- Фір Катерина Петрівна
- Ханейко Іван Михайлович
- Халус Антон Юліанович
- Халус Микола Улянович
- Халус Катерина Федорівна
- Цимбала Марія Михайлівна
- Чир’як Василь Іванович
- Шимко Василь Михайлович
- Шимко Федір Петрович
- Шимко Василь Петрович
- Шевчик Катерина Онуфріївна
- Шимко Іван Федорович
- Шимко Михайло Іванович
- Шимко Дмитро Михайлович
- Шимко Іван Іванович
- Штим Катерина Степанівна
- Шимко Михайло Петрович
- Юзефчик Йосип Антонович

Будівництво, монтаж та благоустрій виконували онуки примусово переселених:
- Зінкевич Микола Іванович
- Шуліка Іван Миколайович
- Курник Іван Йосипович